# Baron Leyburn
Baron Leyburn war ein erblicher britischer Adelstitel, der zweimal in der Peerage of England verliehen wurde.

## Verleihungen
In erster Verleihung wurde der Titel am 6. Februar 1299 für den Admiral der königlichen Flotte William de Leyburn aus Leybourne in Kent geschaffen, indem dieser durch Writ of Summons ins Parlament geladen wurde. Als er um 1310 starb, war sein ältester Sohn Thomas († 1307) bereits gestorben, so dass ihn dessen Tochter Juliana Leybourne beerbte. Diese und ihre Nachkommen haben den Baronstitel nie wirksam beansprucht, der De-iure-Anspruch auf den Titel erlosch beim Aussterben ihrer Nachkommenlinie 1389.
In zweiter Verleihung wurde der Titel am 21. Juni 1337 durch Writ of Summons an Sir John de Leyburn aus Shropshire neu geschaffen. Der Titel erlosch bei seinem kinderlosen Tod 1348.

## Liste der Barone Leyburn

### Barone Leyburn, erste Verleihung (1299)
- William de Leyburn, 1. Baron Leyburn († um 1310)
  - Juliana Leybourne, Countess of Huntingdon, de iure 2. Baroness Leyburn († 1367)
  - Lawrence Hastings, 1. Earl of Pembroke, de iure 3. Baron Leyburn (1320–1348)
  - John Hastings, 2. Earl of Pembroke, de iure 4. Baron Leyburn (1347–1375)
  - John Hastings, 3. Earl of Pembroke, de iure 5. Baron Leyburn (1372–1389)

### Barone Leyburn, zweite Verleihung (1337)
- John de Leyburn, 1. Baron Leyburn († 1348)